# 中華人民共和国財政部
中華人民共和国財政部（ちゅうかじんみんきょうわこくざいせいぶ）は、中華人民共和国国務院に属する行政部門。日本の財務省に相当し、財政を担当する官庁。

## 下位機構
20の職能司（日本の庁にあたる）が置かれている。
1. 弁公庁
2. 総合司
3. 予算司
4. 条約法規司
5. 税制税則司
6. 経済貿易司
7. 国債金融司
8. 公共支出司
9. 社会保障司
10. 農業司
11. 対外司
12. 国際司
13. 基盤建設司
14. 会計司
15. 国有資金基礎管理司
16. 国有資金統計評価司
17. 財産評価司
18. 財政監督司
19. 国家農業総合開発弁公室
20. 人事教育司

## 歴任部長
- 薄一波（1949年10月 - 1953年9月）
- 戎子和（部長代理、1952年10月 - 1953年9月）
- 鄧小平（1953年9月 - 1954年6月）
- 李先念（1954年6月 - 1967年1月）
- 殷承禎（革命委員会主任、1967年1月 - 1975年1月）
- 張勁夫（1975年1月 - 1979年9月）
- 呉波（1979年9月 - 1980年8月）
- 王丙乾（1980年8月 - 1992年9月）
- 劉仲藜（1992年9月 - 1998年3月）
- 頂懐誠（1998年3月 - 2003年3月）
- 金人慶（2003年3月 - 2007年8月）
- 謝旭人（2007年8月 - 2013年3月）
- 楼継偉（2013年3月 - 2016年11月）
- 肖捷（2016年11月 - 2018年3月）
- 劉昆（2018年3月 - 2023年10月）
- 藍仏安（2023年10月 - ）